# Tomasz Kłos
Tomasz Kłos (* 7. März 1973 in Zgierz) ist ein ehemaliger polnischer Fußballspieler.

## Karriere
Der Verteidiger Kłos begann seine Karriere bei Łódzki KS 1995 und wechselte 1998 in die erste französische Liga zu AJ Auxerre.
Kurz nach Saisonbeginn 2000/01 kam er in die Fußball-Bundesliga zum 1. FC Kaiserslautern. Während seiner Zeit in Kaiserslautern nahm er an der Fußball-Weltmeisterschaft 2002 für sein Heimatland Polen teil. Nach anfänglichen guten Leistungen bei den Lauterern war dies nach der WM 2002 anders und er musste sogar für die Amateurmannschaft des 1. FC Kaiserslautern antreten.
Zur Saison 2003/04 wechselte er dann zum 1. FC Köln, doch auch hier konnte er sich nie richtig durchsetzen und wechselte im Januar 2004 zurück in die polnische Liga zu Wisła Krakau. Dort wurde er Stammspieler und es gelang ihm auch wieder in der polnischen Nationalmannschaft Fuß zu fassen.
2006 wechselte er zu Łódzki KS. Im Sommer 2008 beendete er dort seine Karriere als Fußballspieler. Grund dafür waren Probleme mit der Wirbelsäule.

## Erfolge
- 3× Polnischer Meister (1998, 2004, 2005)
- 2003 DFB-Pokal-Finale
- 1× WM-Teilnahme (2002)